# Мораро
Мораро (итал. Moraro) — коммуна в Италии, располагается в регионе Фриули-Венеция-Джулия, в провинции Гориция.
Население составляет 743 человека (2008 г.), плотность населения составляет 231 чел./км². Занимает площадь 3 км². Почтовый индекс — 34070. Телефонный код — 0481.
Покровителем коммуны почитается святой апостол Андрей, празднование 30 ноября.

## Демография
Динамика населения:

## Администрация коммуны
- Официальный сайт: https://web.archive.org/web/20130624025103/http://www.comunedimoraro.go.it/